# Pseudochironomus prasinatus
Pseudochironomus prasinatus är en tvåvingeart som först beskrevs av Rasmus Carl Staeger 1839.  Pseudochironomus prasinatus ingår i släktet Pseudochironomus och familjen fjädermyggor. Arten är reproducerande i Sverige. Inga underarter finns listade i Catalogue of Life.